# Lunenburg
Lunenburg er en mindre by på Nova Scotias Atlanterhavskyst mod syd, omkring 90 kilometer sydvest for provinshovedstaden Halifax i Canada. Byens indbyggertal var i 1991 på 2781 personer. Lunenburg County er opkaldt efter byen.
Byen  blev grundlagt i 1753 og blev i 1995 optaget på UNESCOs Verdensarvsliste. Denne status sikrer bevarelsen af en stor del af byens unikke arkitektur. Byen fik sit navn til ære for hertugen af Braunschweig-Lüneburg, der fra 1727 også var konge af Storbritannien og kaldet George II. De første europæiske indvandrere i Lunenburg (hovedsagelig tyskerne fra den sydlige Rheinland, schweiziske og franske protestanter fra Montbeliard) kom i samme bølge af indvandring som  hollændere begyndte at bosætte sig i det nuværende Pennsylvania. De var alle en del af gruppen Foreign protestanter opmuntret af det britiske styre til at slå ned i området. Mange af de oprindelige familier og efterkommere lever den dag i dag fortsat og påvirker udviklingen af byen.
I sin storhedstid var Lunenburg en vigtig søfartsby. I byen blev bl.a. bygget skonnerte  Bluenose og hendes søsterskib Bluenose II som er blevet en stor turistattraktion for byen. Turisme er i dag Lunenburgs største industri og tusinder besøger byen hvert år.

## Eksterne kilder og henvisninger
- Byens websted
- Om Lunenburg som Verdensarvssted på UNESCOs websted.